# Queerty
Queerty é uma revista e jornal online que cobre notícias e estilos de vida voltados para o público gay, fundada em 2005 por David Hauslaib. Em junho de 2015, o website obteve mais de cinco milhões de visitantes únicos mensais.

## História
A Queerty foi fundada por David Hauslaib em 2005 com Bradford Shellhammer atuando como editor fundador. O site encerrou brevemente as operações em 2011 antes de ser vendido para a Q.Digital, Inc., que atualmente o possui e opera.
A Newsweek chamou o Queerty de "um site líder em questões gays" em 2010.
O website concede os prêmios Queerty ou "Queerties", nos quais seus leitores votam no "melhor da mídia e cultura LGBTQ" todo mês de março.